# Schoenocaulon comatum
Schoenocaulon comatum är en nysrotsväxtart som beskrevs av Brinker. Schoenocaulon comatum ingår i släktet Schoenocaulon och familjen nysrotsväxter. Inga underarter finns listade.